# Shocked
"Shocked" er en sang af den australske sangeren Kylie Minogue fra hendes tredje studiealbum Rhythm of Love (1990). Sangen blev skrevet og produceret av Stock Aitken Waterman, og blev udgivet som albummets fjerde og sidste single.

## Formater og sporliste
Britisk 12" single / Australsk 7" single
1. "Shocked" (DNA Remix)
2. "Shocked" (Harding/Curnow Remix)

Britiske kassette
1. "Shocked" (DNA Remix)
2. "Shocked" (Harding/Curnow Remix)
3. "Shocked" (DNA Remix)
4. "Shocked" (Harding/Curnow Remix)

## Hitlister
| Hitliste (1991)                         | Placering |
| --------------------------------------- | --------- |
| Australien (ARIA Charts)                | 7         |
| Europa (Eurochart Hot 100 Singles)      | 20        |
| Irland (Irish Singles Chart)            | 2         |
| Slovenien (Slovenian Singles Chart)     | 1         |
| Sydafrika (South African Singles Chart) | 6         |
| Storbritannien (UK Singles Chart)       | 6         |